# Technology Business Management
Technology Business Management (TBM) bezeichnet die Gesamtheit von Maßnahmen und Methoden, die eine ganzheitliche Sicht auf den Wertbeitrag der IT ermöglichen. TBM schafft Transparenz bzgl. der Kosten und des Nutzens auf alle am Wertschöpfungsprozess beteiligten IT-Ressourcen. Es ermöglicht das Benchmarking von IT-Produkten und -Services zwischen Organisationen.

## Hintergrund
Jeder Bereich innerhalb eines Unternehmens verfügt über einen ganzheitlichen Managementansatz, der es ermöglicht, den Wertbeitrag der Bereiche für das Unternehmen aufzuzeigen. So existieren für die Kundenbetreuung das Customer-Relationship-Management (CRM), für die Planung und Steuerung von Ressourcen innerhalb eines Unternehmens das Enterprise-Resource-Planning (ERP) und für das Personalwesen das Human-Resource-Management (HRM). Für die IT existieren aktuell nur Lösungen, die sich auf Teilaspekte der IT fokussieren und kein ganzheitlicher Ansatz zur Planung und Steuerung des Wertbeitrags der IT bereitstellen. Beispiele sind Methoden zum systematischen Steuern und Planen von Investitionen, Projekten und Aktivitäten über das IT-Portfoliomanagement, Standards zur Etablierung von IT-Prozessen (ITIL) oder Standards zur Sicherstellung von Führung, Organisationsstrukturen und Prozessen (COBIT). Dadurch, dass die Gesamtheit der IT nicht betrachtet wird, kann der Wertbeitrag der IT nicht aufgezeigt werden.

## Ziele
Technology Business Management verfolgt folgende Ziele:
1. Kostentransparenz: Schaffung von Transparenz für Technologieeinsatz, Applikationen und Services innerhalb eines Unternehmens bzgl. der Stückkosten sowie der Gesamtkosten
2. Benchmarking: Vergleich von IT-Ausgaben und IT-Stückkosten für Technologieeinsatz, Applikationen und Services mit ähnlichen Organisationen und zwischen einzelnen Organisationseinheiten zur Ermittlung von Optimierungspotenzialen
3. Business Alignment: Bereitstellung der Gesamtbetriebskosten für erbrachte Leistungen der IT
4. Optimierung der Effizienz und Leistung: Enge Verzahnung der Gesamtkosten von IT-Leistungen mit dem Nutzen und der Qualität der erbrachten Leistungen zur Maximierung des Nutzens bei optimalen Gesamtkosten
5. Kontinuierliche Verbesserung und Planung: Kontinuierliche Überwachung und Überprüfung der aktuell erbrachten Leistungen gegenüber neuen Möglichkeiten und Innovationen auf dem Markt (Beispiel: Nutzung von Cloud Services)

## Prozesse
TBM setzt sich aus vier unterschiedlichen Prozessen zusammen, die dafür sorgen sollen, dass die richtigen IT-Produkte und -Dienstleistungen in der richtigen Qualität bei angemessenen Kosten bereitgestellt werden können.
1. IT-Transparenz: IT-Transparenz ist der erste Prozess und bildet das Fundament für TBM. Innerhalb des IT-Transparenzprozesses wird bestimmt, wie die jeweiligen Produkte und Dienstleistungen der IT aussehen und was die dazugehörigen Betriebskosten sind. Hierzu werden auch die gesamten IT-Betriebskosten ermittelt. In einem weiteren Schritt wird ein Benchmarking durchgeführt und die jeweiligen IT-Kosten zwischen internen Abteilungen und mit externen Organisationen verglichen. Der IT-Transparenzprozess liefert belegbare Kennzahlen bzgl. der Finanzen, der Leistungen und dem Nutzen der einzelnen Produkte und Dienstleistungen der IT.
2. IT Billing & Demand Forcasting: Dieser Prozess zielt darauf ab ein Verständnis für die interne Leistungsverrechnung sowie die Qualität und den Verbrauch der einzelnen IT-Produkte und -Dienstleistungen zu schaffen, um diese der Business-Seite über einen Dienstleistungskatalog bereitzustellen. Auf Basis der vom Business ausgewählten Produkte und Dienstleistungen, können genauere Prognosen bzgl. der Nachfrage erstellt werden. Die eigenen geschäftsrelevanten Prozesse könne geeignet unterstützt und ggf. neue Projektinvestitionen geplant werden.
3. IT Planning: Aufbauend auf den Ergebnissen des „IT Billing & Demand Forcasting“-Prozesses, kann die IT die Nachfrage koordinieren und priorisieren. Die Gesamtheit der vom Business nachgefragten IT-Produkte und -Dienstleistungen können einzelnen Clustern zugeordnet werden. Der externe Zukauf von einzelnen Assets, der für das Business bereitgestellten IT-Produkte und -Dienstleistungen, kann somit optimiert werden und nach Bedarf ggf. Just in Time beschafft werden. Anfallende Kosten bzgl. der Beschaffung sind transparent und können gegen das definierte Budget gemessen werden. Prognosen zu Ausgaben können exakt bestimmt werden.
4. IT & Vendor Performance: In diesem Prozess werden vorab definierte Service Level und KPIs der jeweiligen IT-Produkte und -Dienstleistungen, die in internen als auch externen Vertragsdokumenten stehen (z. B. SLAs, OLAs UCs), gemessen und verglichen. Bewerten werden u. a. der Nutzen, die Auslastung oder auch, ob die erbrachten IT-Produkte und -Dienstleistungen zu optimalen Preisen angeboten werden. Daraus können Handlungen entstehen und einzelne Assets, die nicht die erwünschte Leistung liefern, können optimiert oder ausgetauscht werden. Ungenutzte Ressourcen können aktiviert werden. Diese Informationen können genutzt werden, um Verträge intern als auch mit den Leistungsempfängern zu optimieren.